# Мон (Нагаленд)
Мон (англ. Mon) — містечко у Північно-Східній Індії, адміністративний центр округу Мон індійського штату Нагаленд.

## Географія
Розташований у північній частині штату.

### Клімат
Містечко знаходиться у зоні, котра характеризується океанічним кліматом субтропічних нагір'їв. Найтепліший місяць — липень із середньою температурою 23.8 °C (74.9 °F). Найхолодніший місяць — січень, із середньою температурою 13.2 °С (55.7 °F).
| Клімат Мон              | Клімат Мон | Клімат Мон | Клімат Мон | Клімат Мон | Клімат Мон | Клімат Мон | Клімат Мон | Клімат Мон | Клімат Мон | Клімат Мон | Клімат Мон | Клімат Мон | Клімат Мон |
| Показник                | Січ.       | Лют.       | Бер.       | Квіт.      | Трав.      | Черв.      | Лип.       | Серп.      | Вер.       | Жовт.      | Лист.      | Груд.      | Рік        |
| Середній максимум, °C   | 19,6       | 20,6       | 23,9       | 25,1       | 26,1       | 26,8       | 27,2       | 27,2       | 27,2       | 25,9       | 23,2       | 20,4       | 24,4       |
| Середня температура, °C | 13,2       | 14,7       | 17,8       | 19,9       | 21,8       | 23,4       | 23,8       | 23,9       | 23,5       | 21,5       | 17,7       | 14,3       | 19,6       |
| Середній мінімум, °C    | 6,8        | 8,8        | 11,8       | 14,8       | 17,5       | 19,9       | 20,5       | 20,5       | 19,9       | 17,1       | 12,3       | 8,3        | 14,9       |
| Норма опадів, мм        | 17.4       | 34.6       | 65.5       | 139.5      | 251.5      | 388.9      | 395.2      | 332.7      | 239.2      | 138.2      | 29.5       | 11.6       | 2043.8     |
| ----------------------- | ---------- | ---------- | ---------- | ---------- | ---------- | ---------- | ---------- | ---------- | ---------- | ---------- | ---------- | ---------- | ---------- |
| Джерело: Weatherbase    |            |            |            |            |            |            |            |            |            |            |            |            |            |